# مقاطعة أوسكودا (ميشيغان)
مقاطعة أوسكودا (بالإنجليزية: Oscoda County, Michigan)‏ هي إحدى مقاطعات ولاية ميشيغان في الولايات المتحدة. تأسست سنة 1840، بلغ عدد سكانها 8608 نسمة في عام 2010 حسب إحصاء مكتب تعداد الولايات المتحدة وتصل الكثافة السكانية فيها 6 نسمة/كم2.

## وصلات خارجية
- United States Counties